# Vavaea
Vavaea es un género de plantas fanerógamas perteneciente a la familia (Meliaceae), comprende 27 especies descritas y pendientes de clasificar.

## Taxonomía
El género fue descrito por George Bentham y publicado en London Journal of Botany 2: 212. 1843. La especie tipo es: Vavaea amicorum Benth.

## Especies seleccionadas
- Vavaea amicorum Benth.
- Vavaea archboldiana Merr. & L.M.Perry
- Vavaea ardisioides Elmer
- Vavaea australiana S.T.Blake
- Vavaea bantamensis (Koord. & Valeton) Koord. & Merr.
- Vavaea bougainvillensis B.L.Burtt